# Filmvilág
Filmvilág (auf Deutsch etwa Filmwelt) ist eine ungarische Filmzeitschrift.
Die Zeitschrift erschien erstmals im Jahr 1958; in der Anfangszeit wurden dort vor allem übersetzte Artikel ausländischer Autoren veröffentlicht. Die Fachzeitschrift entwickelte sich schnell zu einem wichtigen Medium für den ungarischen Film, in der aktuelle Themen der Filmwelt diskutiert wurden. Die dort veröffentlichten Kritiken und Streitschriften waren zum Teil die einzige Möglichkeit, von neuen Filmen zu erfahren, da sie oft nur in Fachkreisen gezeigt wurden und die Veröffentlichung mehrere Jahre zurückgehalten wurde.
Seit 2009 betreibt Filmvilág auch einen Blog, auf dem einige Autoren der Zeitschrift schreiben.